# Comté de Tyrone
Pour les articles homonymes, voir Tyrone.
Le comté de Tyrone (en anglais : County Tyrone [ˈkaʊnti tɪˈɹoʊn], en irlandais : Contae Tír Eoghain « terre d'Eoghan »), est le deuxième plus grand des neuf comtés d'Ulster et le plus grand des six comtés d'Irlande du Nord (3 263 km2).

## Origine
Le nom Tyrone est dérivé de l'irlandais Tír Eoghain, signifiant « terre d'Eoghan ». Cet Eoghan était fils du roi Niall Noigiallach, et frère de Conall Gulban qui donna son nom au royaume de Tír Conaill.
Historiquement, il a été anglicisé comme Tirowen ou Tyrowen, qui sont plus proches de la prononciation irlandaise.

## Histoire
Historiquement, le comté de Tyrone s'étirait au nord jusqu'au Lough Foyle, et à l'est jusqu'au fleuve Foyle situé maintenant dans le comté moderne de Londonderry. Cependant, la plus grande partie du comté de Londonderry a été délimitée en dehors du comté de Tyrone entre 1610 et 1620.
Tyrone était le bastion traditionnel des différents clans Uí Néill, qui font partie des plus importantes familles irlandaises gaéliques.

## Démographie
En 1801, le comté de Tyrone comptait 171 401 habitants et en 1901 plus que 150 567. Les principales causes de ce déclin tout au long du XIXe siècle sont la Grande Famine, l'émigration et la baisse du taux de natalité, et deux changements clés dans l'économie : la détérioration de la situation dans l'industrie du lin et le fait que les propriétaires et les fermiers ont commencé à consolider les fermes plutôt que de les subdiviser.
En 2021, la population était de 188 383 habitants. C'est l'un des quatre comtés d'Irlande du Nord dont la population est majoritairement catholique. Selon le recensement de 2021, 66,49 % des habitants étaient catholiques, 28,88 % protestants et autres chrétiens (y compris les chrétiens apparentés), 0,66 % étaient d'autres religions et 3,97 % n'avaient aucune appartenance religieuse.

## Villes et population
Le chef-lieu du comté de Tyrone est Omagh. Les autres villes importantes mais de population moindre sont Strabane, Cookstown, Dungannon, Castlederg et Coalisland.
Petites villes
(population de 1 000 habitants ou plus et de moins de 10 000 au recensement de 2021) :
- Castlederg
- Carrickmore
- Coalisland
- Dromore
- Fintona
- Fivemiletown
- Moy
- Newtownstewart

## Géographie
| Donegal   | Londonderry/Derry | Londonderry/Derry |
| Donegal   | comté de Tyrone   | Antrim            |
| Fermanagh | Monaghan          | Armagh            |

Le comté est également limité par le lac Neagh à l'est.

## Lieux et sites

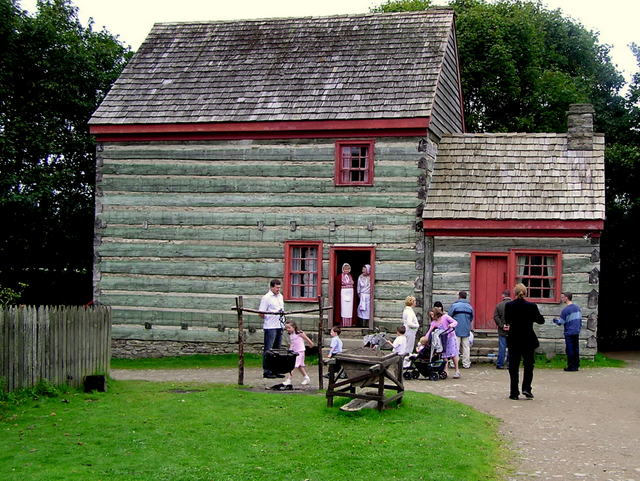
Le parc folklorique américain d'Ulster, près d'Omagh.

- Dungannon, l'ancienne capitale de l'Ulster avec notamment Hill of The O'Neill & Ranfurly House, un bâtiment victorien d’exposition sur le site patrimonial qu’est la colline de la dynastie des O'Neill, l’un des plus grands clans irlandais qui a régné pendant plus de 300 ans.
- The Argory, maison-musée historique, offrant un aperçu du mode de vie de la noblesse terrienne et du patrimoine architectural de l'Irlande du Nord, dans le comté d'Armagh, à la frontière de celui de Tyrone, à proximité de Dungannon.
- Castle Caulfield , ruines d'un manoir (début du XVIIe siècle) dans le village de Castlecaulfield (à 3 km de Dungannon), monument historique.
- Ulster American Folk Park, musée situé près d'Omagh qui avec plus de 30 bâtiments d'exposition raconte l'histoire de trois siècles d'émigration irlandaise, principalement ceux qui ont quitté l'Ulster pour l'Amérique du XVIIIe au XXe siècle.
- The Alley Arts and Conference Centre, théâtre situé à Strabane, dans le comté de Tyrone, en Irlande du Nord. Il abrite un auditorium, une galerie d'art et un centre d'information touristique.
- US Grant Ancestral Homestead, propriété ancestrale d'Ulysses Simpson Grant, le 18e président des États-Unis d'Amérique.

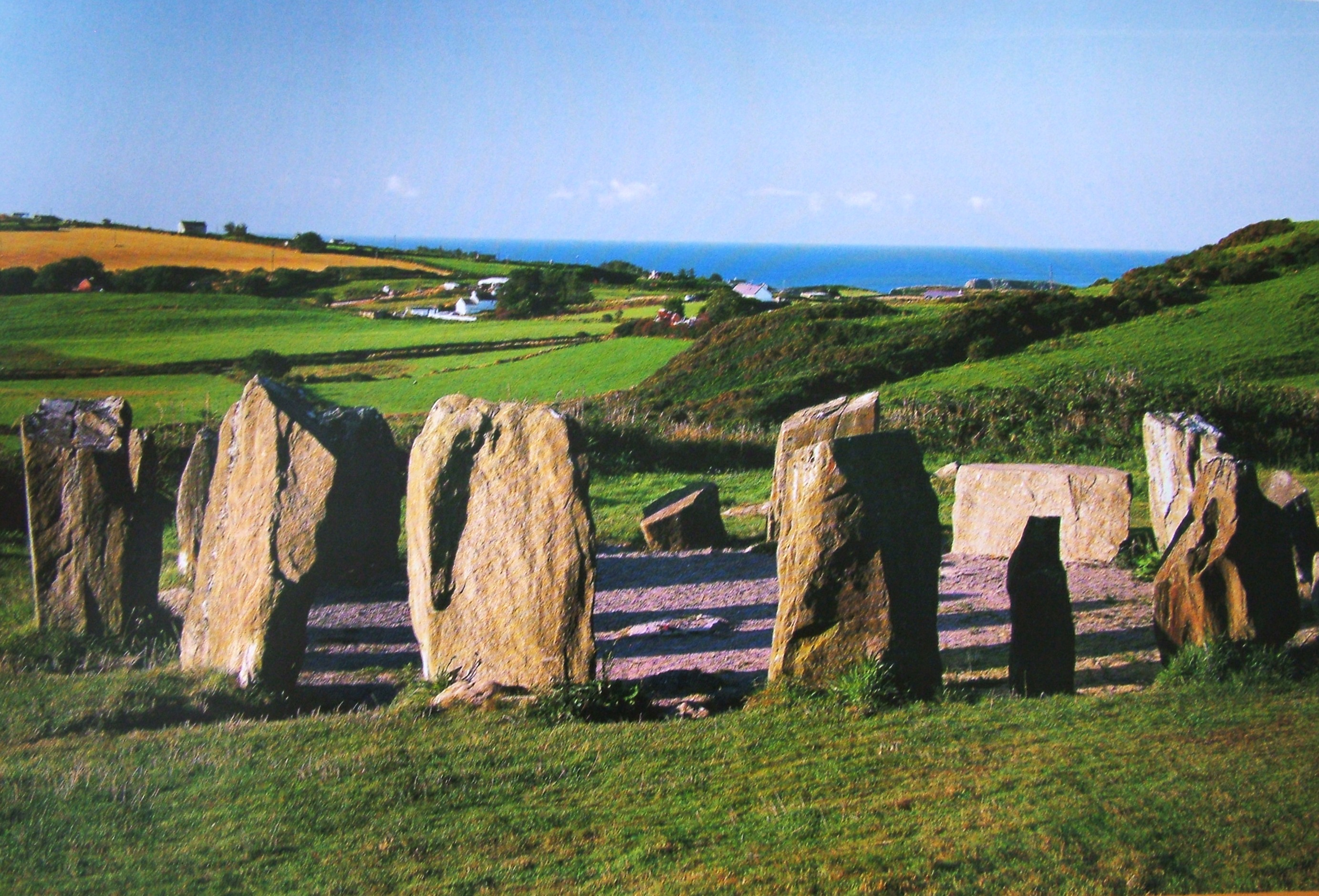
Les cercles de pierres de Beaghmore, à 13,5 km au nord-ouest de Cookstown.

- Les sites mégalithiques et historiques : Aghagogan, menhir et ciste ; Aghalane, menhir ; Altadaven Wood, townland et lieu de St Patrick's Chair and Well (également appelé Druid's Chair), Altadavan signifiant « la falaise des démons », où saint Patrick aurait chassé le diable ; Beaghmore, cercles de pierres et cairns ; Cregganconroe ; Knockmany, tombe à passage ou à couloir dit Annia's Cove ; croix celtique et haute croix d'Ardboe et Donaghmore[6] ; Killyliss, ringfort, pierre et menhir d'Aghascrebagh, l'une des rares pierres d'Ogham d'Irlande du Nord et la seule du comté de Tyrone ; Tullaghoge Fort, ancien site cérémoniel où les chefs du clan O'Neill de Tyrone étaient inaugurés.

## Personnalités liées au comté
- Darren Clarke, golfeur professionnel
- Brian Friel, dramaturge et directeur du Field Day Theatre Company (en)
- William James Parkhill, homme politique canadien
- Sheree Atcheson, informaticienne et experte en diversité et inclusion
- Joseph Dixon, archevêque d'Armagh